# Hypericum aphyllum
Hypericum aphyllum är en johannesörtsväxtart som beskrevs av Cyrus Longworth Lundell. Hypericum aphyllum ingår i släktet johannesörter, och familjen johannesörtsväxter. Inga underarter finns listade i Catalogue of Life.